# 산티아고 우르키아가
산티아고 우르키아가 페레스(스페인어: Santiago Urquiaga Pérez, 1958년 4월 18일, 바스크 지방 바라칼도 ~)는 스페인의 전 축구 선수로 현역 시절 우측 수비수였다.

## 클럽 경력
우르키아가는 비스카야 주 바라칼도 출신으로, 현역 시절 지역 명문 아틀레틱 빌바오 소속으로 9년을 보내면서, 소속 구단의 1982-83 시즌과 1983-84 시즌의 라 리가 2연패에 공헌하였고, 이 기간에 67경기 전부 출전하였다. 그는 1979년 5월 13일에 0-4로 패한 아틀레티코 마드리드와의 경기에서 26분을 뛰어 신고식을 치렀다.
우르키아가는 말년 2년을 에스파뇰에서 보냈는데, 카탈루냐 연고 구단이 그의 1년차에 UEFA컵 결승전에 진출할 수 있도록 도왔는데, 에스파뇰은 독일의 레버쿠젠에 승부차기 끝에 패하였다. 1989년 6월, 그는 31세의 나이로 현역 은퇴를 선언하였다.

## 국가대표팀 경력
우르키아가는 4년에 걸쳐 스페인 국가대표팀 14경기에 출전하였고, 1982년 FIFA 월드컵과 UEFA 유로 1984에 선수단 일원으로 차출되었고, 후자의 대회에서는 주전을 맡아 결승전까지 올라갔지만, 개최국 프랑스에 패하였다. 그의 첫 국가대표팀 경기는 1980년 3월 26일, 바르셀로나에서 잉글랜드에 0-2로 패한 친선경기였다.
우르키아가는 1980년 하계 올림픽에 참가하기도 하였다.

## 수상

### 클럽
아틀레틱 빌바오
- 라 리가: 1982–83, 1983–84
- 코파 델 레이: 1983–84
- 수페르코파 데 에스파냐: 1984

에스파뇰
- UEFA컵 준우승: 1987–88

### 국가대표팀
스페인
- UEFA 유럽 축구 선수권 대회 준우승: 1984